# Departamento Valle
Valle ist eines der 18 Departamentos in Honduras in Mittelamerika. Es ist nach dem Staatsmann José Cecilio Díaz del Valle benannt.
Hauptstadt des Departamentos ist die Stadt Nacaome. Valle liegt am Golf von Fonseca und hat eine Außengrenze mit El Salvador. Zum Departamento gehören mehrere vorgelagerte kleinere Inseln im Golf von Fonseca.
Gegründet wurde das Departamento im Jahr 1893 durch eine Abspaltung vom Departamento Choluteca.

## Municipios
Valle ist  in neun Municipios unterteilt:
1. Alianza
2. Amapala
3. Aramecina
4. Caridad
5. Goascorán
6. Langue
7. Nacaome
8. San Francisco de Coray
9. San Lorenzo